# Алыбейли (Агдамский район)
Алыбейли́ (азерб. Alıbəyli) — село в Агдамском районе Азербайджана.

## Этимология
Прежнее название — Терекеме Алыбейли. Название происходит от рода Алыбейли племени Терекеме. Со временем первый компонент названия был убран.

## История
Первые упоминания села датированы началом XX века.
В 1926 году согласно административно-территориальному делению Азербайджанской ССР село относилось к дайре Хиндристан Агдамского уезда.
После реформы административного деления и упразднения уездов в 1929 году был образован Учогланский сельсовет в Агдамском районе Азербайджанской ССР.
Согласно административному делению 1961 и 1977 года село Алыбейли входило в Учогланский сельсовет Агдамского района Азербайджанской ССР.
В 1999 году в Азербайджане была проведена административная реформа и был учрежден Алыбейлинский муниципалитет Агдамского района.

## География
Неподалёку от села протекает река Каркарчай.
Село находится в 34 км от райцентра Агдам, в 10 км от временного райцентра Кузанлы и в 335 км от Баку. Ближайшая ж/д станция — Тазакенд.
Высота села над уровнем моря — 125 м.

## Население
| Численность населения | Численность населения |
| 1979                  | 1999                  |
| --------------------- | --------------------- |
| 1100                  | ↗3366                 |

## Климат
В селе семиаридный климат. Село расположено в горах.

## Инфраструктура
В селе расположены средняя школа.
В 2015 году для нужд хозяйства правительством было вырыто 20 субартезианских колодцев в Агдамском районе, в том числе и селе Алыбейли.